# Florina-Sorina Hulpan
Florina-Sorina Hulpan (ur. 7 marca 1997 roku w Săveni) – rumuńska sztangistka, uczestniczka igrzysk olimpijskich w Rio de Janeiro. 

## Igrzyska olimpijskie
Wzięła udział w wadze do 69 kilogramów. W rwaniu uzyskała rezultat 100 kilogramów, zajmując 12. miejsce, jednakowoż w podrzucie nie zaliczyła ani jednej próby, przez co została zdyskwalifikowana.